# Lin Lefeng
Lin Lefeng (吕洪祥S, Lin LefengP; Liaoning, 16 ottobre 1955) è un ex calciatore cinese, di ruolo difensore.

## Carriera

### Club
Ha sempre giocato nel campionato cinese.

### Nazionale
Ha rappresentato la Nazionale cinese alla Coppa d'Asia nel 1980 e nel 1984.